# Клавдія Халоймова
Клавдія Миколаївна Халоймова (5 грудня 1934, с. Сопкове, Тигільський район, Коряцький АО — 12 вересня 2018) — ітельменка, лінгвіст і громадський діяч, подвижник відродження культури народів Камчатки. Кандидат педагогічних наук. Методист ітельменської мови Коряцької філії Камчатського крайового державного освітнього закладу додаткової освіти дорослих «Інститут підвищення кваліфікації педагогічних кадрів» (смт Палана, Коряцький округ, Камчатський край).
Будучи викладачем російської мови Ковранської школи Тигільского району організувала етнографічний гурток. Діяльність гуртка поступово вилилася в громадський рух по відродженню ітельменської мови і звичаїв. З дня заснування в 1989 році була активною учасницею діяльности Ради Відродження ітельменів Камчатки «Тхсаном» (Світанок). Є одним з творців ітельменської писемності на кириличній основі.